# 美國筆會
美国笔会（PEN America）是一个总部设在美國纽约市的非营利组织，成立于1922年。美国笔会拥有7200多名会员，其中包括小说家、记者、非虚构类作品作家、编辑、诗人、散文家、剧作家、出版商、翻译家等人士，是全球100多个笔会組織中規模最大的一个，这些笔会組織共同组成了国际笔会。美国笔会自稱關注新闻自由、關注记者安全、校园言论自由、网络骚扰、艺术自由。美国笔会还會替被监禁或受到威胁的作家和记者奔走呼號，并且該組織每年還會颁发自由写作奖（PEN/Barbey Freedom to Write Award）和年度文学奖。